# Sven Sjauw Koen Fa
Sven Maurice Lie Khjong Sjauw Koen Fa (ca. 1969) is een Surinaams topfunctionaris. Hij is directeur van de Surinaamsche Waterleiding Maatschappij (SWM).

## Opleiding
Na de middelbare school (Lyceum II) ging hij in 1987 in Nederland Chemische Technologie studeren aan De Haagse Hogeschool met als afstudeerrichting procestechnologie. Daarna heeft hij van 1991 tot 1996 Scheikundige Technologie en Materiaalkunde gestudeerd aan de Technische Universiteit Delft met als afstudeerrichting thermodynamica.

## Carrière
Na terugkeer in zijn moederland is Sjauw Koen Fa in mei 1997 in dienst gekomen bij de SWM. Toen SWM-directeur Theo Goedhart eind december 2002 met pensioen ging werd Sjauw Koen Fa aangesteld als waarnemend directeur. Op 31 juli 2007 werd de toen 38-jarige Sjauw Koen Fa door de Raad van Commissarissen formeel benoemd tot directeur van de SWM waar hij leiding geeft aan bijna 500 medewerkers.